# 電気伝導体
電気伝導体（でんきでんどうたい）は、電気を通しやすい材料、すなわち電気伝導率（導電率）の高い材料である。良導体、単に導体とも呼ぶ。

## 概要
電気伝導率は、物質によって値が大きく異なり、金属とセラミックを比較すると、20桁ほどの違いがある。一般には伝導率がグラファイト（電気伝導率 106S/m）と同等以上のものが導体、106S/m以下のものを絶縁体（不導体）、その中間の値をとるものを半導体と分類する。106S/mという電気伝導率は、1mm2の断面積で1mの導体の抵抗が1Ωになる電気の通りやすさである。
最も典型的な導体は金属である。銅やアルミニウムといった金属導体内では、価電子が容易に移動できる状態となっている。そのため、導体の任意の２箇所に電位差（電圧）が生じた場合、電子が移動を始める。この電子の流れを電流という。一般に、電流の大きさは電圧に比例する（オームの法則）。銅は電気回路の配線によく使われる（銅線）。銀は導電率が非常に高い金属だが、高価であるため配線には使われない。金は腐食しにくいため、高品質な接触型端子などで使われている。
金属以外にも導体は様々なものがある。例えば、グラファイト、塩の水溶液、あらゆる種類のプラズマ、導電性高分子材料などがある。
超伝導体以外の材料には電気抵抗があり、電流を流すと熱を発生する。従って導体を使用する場合は、損傷を受けずに長持ちする温度や電流の量を考慮しなければならない。電荷が移動すると電気伝導体の周囲で電磁場が発生し、電気伝導体に放射状の力学的な力を及ぼす。この力に耐え、抵抗損失によって発生した熱を除去する限り、材質や体積（長さ×断面積）によらず電気伝導体に流せる電流の量に限界はない。これらが問題となるのはプリント基板の場合で、導体の配線が相対的に小さく密集していて何かで囲われていることが多いため、熱を適切に除去してやらないと配線が熱で溶けてしまうこともある。
熱伝導率と電気伝導率の傾向は一致していることが多い。実際、金属は熱伝導率も高く電気伝導率も高い。しかし中には電気伝導率は高いが熱伝導率が低い材料もある。

## 電気伝導体として使われている材料
金属で配線など電気伝導体としてよく使われている材料は、電気伝導率の高い銅である。銀はさらに伝導率が高いが、高価であるため多くの場合選択されない。しかし人工衛星などの特殊装置では使われており、また高周波における表皮効果による損失を低減させるために銀を薄くメッキして使うことがある。はんだ付けや固定が容易であるため、細い導線のほとんどが銅を使っている。
アルミニウムは安価であるため、屋内配線などによく使われてきた。単位質量当たりの電気伝導度は銅よりも優れている（密度が低いので太くしても重くならない）が、次のような技術的問題も抱えている。
- 表面が酸化して導電性を失う傾向があり、端子との接続部分で（たとえ高品質の保護ペーストを塗っていたとしても）熱を発生しやすい。
- 柔らかいため、端子との接続部分で熱を持つと変形しやすく、密着性が失われる傾向がある。
- 熱膨張率が端子の材料と異なるため変形の進行が促進されやすく、アルミ配線専用のプラグ、スイッチ、端子などを必要とする。

このような欠点が問題とならない用途ではアルミニウムが広く使われており、電柱の変圧器から各家庭までの電灯線などにも使われている。高圧の送電線でも、構造強化用の鋼線と組合わせてよく使われている。
アルミニウムの陽極酸化皮膜（アルマイト）は電気を通さない。電磁波などを防ぐためにアルミニウムの囲いをファラデーケージとして使う場合、この点を考慮する必要がある。

## 導線の電流容量
導線の電流容量 (ampacity) とは、その導線に通せる電流の限界であり、その導線の電気抵抗と関係がある。電気抵抗が低いほど多くの電流を流せる。導線の抵抗値は材料の種類と大きさで決まる。同じ材質なら、断面積が大きいほど抵抗が小さくなる。
裸の導線の場合、究極の限界はその材料が電気抵抗による発熱で融点に達するところである。電力ヒューズ以外の電気伝導体はこの限界よりも遥かに小さい電流しか通さないよう使われている。しかし多くの導線は絶縁のために被覆されている。例えば屋内の配線ではポリ塩化ビニルの被覆が使われているが、一般に60℃程度で使用することが決められている。したがって火事を防ぐには、被覆内の銅が60℃に達しない程度の電流しか流せない。他にももっと高価な絶縁体としてテフロンやガラス繊維などもあり、もっと高い温度まで耐えられる。

## 導線の寸法
多くの国では導線のサイズは断面積を平方ミリメートルで表している。しかしアメリカ合衆国では、小さいものは「米国ワイヤゲージ規格」(en)、大きいものは「サーキュラーミル」(en) で表す。

## 等方性
材料に電場を印加したとき、その結果生じる電流が電場と同じ方向である場合、そのような材料を「等方性 (isotropic) 電気伝導体」と呼ぶ。また、電流が印加された電場と逆向きに生じる場合、その材料を「異方性 (anisotropic) 電気伝導体」と呼ぶ。